# Elvire assise, accoudée à une table
Elvire assise, accoudée à une table est un tableau réalisé par le peintre italien Amedeo Modigliani en 1919. Cette huile sur toile est le portrait d'une femme vêtue de noir assise à une table à laquelle elle est accoudée. Don de Joseph Pulitzer Jr. en mémoire de sa femme, Louise Vauclain Pulitzer, l'œuvre fait partie des collections du musée d'Art de Saint-Louis, à Saint-Louis, dans le Missouri, aux États-Unis.